# Eurovizijos atranka 2010
La prima edizione di Eurovizijos atranka (ufficialmente Eurovizijos dainų konkurso nacionalinė atranka) si è svolta dal 13 febbraio al 4 marzo 2010 e ha selezionato il rappresentante della Lituania all'Eurovision Song Contest 2010 a Oslo.
I vincitori sono stati gli InCulto con Eastern European Funk, che all'Eurovision si sono piazzati al 12º posto su 17 partecipanti con 44 punti totalizzati nella seconda semifinale, non riuscendo a qualificarsi per la finale.

## Organizzazione
Nel dicembre 2009, l'emittente pubblica lituana LRT ha annunciato il ritiro del paese dall'Eurovision Song Contest 2010 per mancanza di fondi. Tuttavia, poche settimane dopo il paese è stato confermato nella lista dei partecipanti grazie all'internet provider Teo LT, che ha coperto le spese di partecipazione di 300 000 litas (circa 90 000 €).
LRT ha optato per l'organizzazione di un programma di selezione per la sua undicesima partecipazione eurovisiva. Il format usato per l'edizione precedente, Lietuvos dainų daina, è stato scartato ed è stato rimpiazzato da Eurovizijos atranka, che rimarrà il metodo di selezione lituano per il festival europeo fino al 2019.
L'edizione 2010 si è articolata in più serate: tre semifinali, ciascuna con 11 o 12 partecipanti, da cui, in base al voto combinato di giuria e televoto, tre artisti per serata hanno avuto accesso alla finale (più altri tre scelti da una giuria esperta fra i non qualificati), e una serata finale con i 12 artisti qualificati. Il vincitore ha ricevuto un premio di 15 000 litas stanziati dall'Associazione lituana per la protezione del copyright (LATGA) per poter finanziare la propria partecipazione eurovisiva.

## Partecipanti
Gli artisti interessati hanno avuto modo di inviare all'emittente le proprie proposte dal 6 al 24 gennaio 2010. Il successivo 1º febbraio sono state rese pubbliche le 36 canzoni accettate per prendere parte alle serate dal vivo, scese poi a 34 dopo i ritiri di Donata Virbilaitė e dei Vanilla Soud. Fra i partecipanti ci sono i 4FUN, vincitori della selezione del 2007, e Sasha Song, vincitore di Lietuvos dainų daina l'anno precedente.
| Artista                  | Brano                                       | Lingua   | Compositori                                         |
| ------------------------ | ------------------------------------------- | -------- | --------------------------------------------------- |
| 4FUN                     | Don't You Know                              | Inglese  | Julija Ritčik                                       |
| Agama                    | Field of Kings                              | Inglese  | Violeta Jurkonienė, Vyasadeva                       |
| Aistė Pilvelytė          | Melancolia                                  | Inglese  | Rafael Artesero                                     |
| Amberlife                | Material World                              | Inglese  | Edgaras Lubys                                       |
| Audrius Zavadskis        | Right Now                                   | Inglese  | Georgios Kalpakidis                                 |
| Avenue Acoustic          | Aklomis myliu tavo vardą                    | Lituano  | Karolis Jančenkovas                                 |
| Daina Bilevičiūtė        | Myliu gyventi                               | Lituano  | Virginija Paulauskienė, Ąžuolas Paulauskas          |
| Donatas Montvydas        | Running Fast                                | Inglese  | Donatas Montvydas                                   |
| Eden                     | Nirvana                                     | Inglese  | Marina Sorohan, Andrej Viazinin                     |
| Eva                      | Nes tu pamiršai                             | Lituano  | Eimantas Gardauskas, Oleg Jerochin                  |
| Evelina Sašenko          | For This I'll Pray                          | Inglese  | Andrius Kairys, Florian Scharnofske                 |
| Gabrielė                 | Girl                                        | Inglese  | Raigardas Tautkus, Raimundas Jankauskas             |
| Gaudentas Janušas        | Man nieko nereikia                          | Lituano  | Gaudentas Janušas                                   |
| Imantas                  | Won't U Come Back                           | Inglese  | Ąžuolas Paulauskas                                  |
| InCulto                  | Eastern European Funk                       | Inglese  | InCulto                                             |
| Jūratė Miliauskaitė      | Let It Rain                                 | Inglese  | Leif Goldkuhl, Kjell Jennstig                       |
| Kafka, Rūta & Kivi       | Tonight                                     | Inglese  | Niall Mooney, Jonas Gladnikoff                      |
| Mariaana Seppern         | My Home Is Europe                           | Inglese  | Mariaana Seppern, Arthur Seppern                    |
| Marta Lukošiūtė          | Meilės ruduo                                | Lituano  | Dalia Teišerskytė, J. Cechanovičius                 |
| Merūnas                  | Rosa                                        | Italiano | Raigardus Tautkus, Raimundas Jankauskas             |
| Mino                     | Angela                                      | Lituano  | Mindaugaus Mickevičius                              |
| Mini Me                  | Amžinai                                     | Lituano  | Egidijus Remeikis, Vutis Smolskas, Lukas Pačkauskas |
| Monika Linkytė           | Give Away                                   | Inglese  | Monika Lubinaitė, Mario Basanov                     |
| Mundis & Electric Ladies | Sielos muzika                               | Lituano  | Stanislavas Stavickis, Mundis                       |
| Onsa                     | Will You Be My Wife                         | Inglese  | Tautrimas Rupulevičius, Marius Leskauskas           |
| Raimonda Masiulytė       | Ledinė širdis                               | Lituano  | Aurelijus Sirgedas, Raimonda Masiulytė              |
| Ramūnas Difartas         | Blues of Life                               | Inglese  | Ramūnas Difartas, Austra Sutkauskaitė               |
| Ruslanas Kirilkinas      | I Love a Boy Who's in Love with a Fairytale | Inglese  | Stanislav Stavickis                                 |
| Sasha Song & Nora        | Say Yes to Life                             | Inglese  | Dmitrij Šavrov                                      |
| Saulės Kliošas           | Tu atėjai                                   | Lituano  | Monika Žiauberytė, Saulės Kliošas                   |
| Širdelės                 | Aš ir tu                                    | Lituano  | Žilvinas Liulys                                     |
| Soliaris                 | So High                                     | Inglese  | Algimantas Minalga, Justina Chachlauskas            |
| The Cavaliers            | We Are About to Love                        | Inglese  | Laura Tarulytė, Svajūnas Mackevičius                |
| Urtė Šilagalytė          | Angelai                                     | Lituano  | Urtė Šilagalytė                                     |

## Semifinali
| #  | Artista            | Titolo                   | Giuria | Giuria | Televoto | Televoto | Totale | Posizione |
| #  | Artista            | Titolo                   | Voti   | Punti  | Voti     | Punti    | Totale | Posizione |
| -- | ------------------ | ------------------------ | ------ | ------ | -------- | -------- | ------ | --------- |
| 1  | Kafka, Rūta & Kivi | Tonight                  | 30     | 6      | 410      | 6        | 12     | 4         |
| 2  | Mino               | Angela                   | 19     | 4      | 384      | 5        | 9      | 6         |
| 3  | Monika Linkytė     | Give Away                | 36     | 8      | 719      | 7        | 15     | 3         |
| 4  | Gabrielė           | Girl                     | 12     | 2      | 933      | 8        | 10     | 5         |
| 5  | Avenue Acoustic    | Aklomis myliu tavo vardą | 36     | 8      | 91       | 1        | 9      | 6         |
| 6  | Imantas            | Won't U Come Back        | 16     | 3      | 126      | 3        | 6      | 9         |
| 7  | Onsa               | Will You Be My Wife      | 12     | 2      | 111      | 2        | 4      | 10        |
| 8  | Daina Bilevičiūtė  | Myliu gyventi            | 0      | 0      | 62       | 0        | 0      | 11        |
| 9  | Sasha Song & Nora  | Say Yes to Life          | 54     | 12     | 955      | 10       | 22     | 2         |
| 10 | Urtė Šilagalytė    | Angelai                  | 26     | 5      | 366      | 4        | 9      | 6         |
| 11 | Aistė Pilvelytė    | Melancolia               | 50     | 10     | 3 645    | 12       | 22     | 1         |

| #  | Artista                  | Titolo                                      | Giuria | Giuria | Televoto | Televoto | Totale | Posizione |
| #  | Artista                  | Titolo                                      | Voti   | Punti  | Voti     | Punti    | Totale | Posizione |
| -- | ------------------------ | ------------------------------------------- | ------ | ------ | -------- | -------- | ------ | --------- |
| 1  | Mariaana Seppern         | My Home Is Europe                           | 0      | 0      | 388      | 4        | 4      | 9         |
| 2  | Mundis & Electric Ladies | Sielos muzika                               | 19     | 3      | 1 504    | 10       | 13     | 5         |
| 3  | Raimonda Masiulytė       | Ledinė širdis                               | 10     | 1      | 97       | 0        | 1      | 11        |
| 4  | Agama                    | Field of Kings                              | 40     | 10     | 1 224    | 8        | 18     | 2         |
| 5  | Audrius Zavadskis        | Right Now                                   | 21     | 4      | 333      | 3        | 7      | 8         |
| 6  | Ruslanas Kirilkinas      | I Love a Boy Who's in Love with a Fairytale | 31     | 7      | 988      | 7        | 14     | 3         |
| 7  | Marta Lukošiūtė          | Meilės ruduo                                | 19     | 3      | 193      | 1        | 4      | 9         |
| 8  | Amberlife                | Material World                              | 46     | 8      | 487      | 6        | 14     | 4         |
| 9  | Saulės Kliošas           | Tu atėjai                                   | 22     | 6      | 443      | 5        | 11     | 6         |
| 10 | Mini Me                  | Amžinai                                     | 22     | 6      | 308      | 2        | 8      | 7         |
| 11 | Donatas Montvydas        | Running Fast                                | 52     | 12     | 1 705    | 12       | 24     | 1         |

| #  | Artista             | Titolo                | Giuria | Giuria | Televoto | Televoto | Totale | Posizione |
| #  | Artista             | Titolo                | Voti   | Punti  | Voti     | Punti    | Totale | Posizione |
| -- | ------------------- | --------------------- | ------ | ------ | -------- | -------- | ------ | --------- |
| 1  | Ramūnas Difartas    | Blues of Life         | 50     | 12     | 309      | 2        | 14     | 4         |
| 2  | Soliaris            | So Fast               | 7      | 2      | 1 506    | 12       | 14     | 5         |
| 3  | The Cavaliers       | We Are About to Love  | 22     | 3      | 358      | 3        | 6      | 9         |
| 4  | Eden                | Nirvana               | 28     | 5      | 601      | 5        | 10     | 7         |
| 5  | Eva                 | Nes tu pamiršai       | 5      | 0      | 231      | 1        | 1      | 11        |
| 6  | Nerūnas             | Rosa                  | 35     | 8      | 1 438    | 7        | 15     | 3         |
| 7  | Širdelės            | Aš ir tu              | 0      | 0      | 92       | 0        | 0      | 12        |
| 8  | Gaudentas Janušas   | Man nieko nereikia    | 6      | 1      | 786      | 6        | 7      | 8         |
| 9  | 4FUN                | Don't You Know        | 25     | 4      | 171      | 0        | 4      | 10        |
| 10 | InCulto             | Eastern European Funk | 31     | 6      | 1 825    | 12       | 18     | 1         |
| 11 | Evelina Sašenko     | For This I'll Pray    | 49     | 10     | 1 475    | 8        | 18     | 2         |
| 12 | Jūratė Miliauskaitė | Let It Rain           | 34     | 7      | 521      | 4        | 11     | 6         |

## Finale
La finale si è svolta il 4 marzo 2010 e ha visto competere i 12 artisti qualificati dalle semifinali. Donatas Montvydas ha vinto la terza semifinale, ma è stato squalificato dopo che è emerso che la sua Running Fast era stata pubblicata prima del 1º ottobre 2009, andando quindi contro le regole della manifestazione europea. È stato rimpiazzato da Amberlife, quarto classificato nella stessa semifinale.
| #  | Artista             | Titolo                                      | Giuria | Giuria | Televoto | Televoto | Totale | Posizione |
| #  | Artista             | Titolo                                      | Voti   | Punti  | Voti     | Punti    | Totale | Posizione |
| -- | ------------------- | ------------------------------------------- | ------ | ------ | -------- | -------- | ------ | --------- |
| 1  | Agama               | Field of Kings                              | 41     | 8      | 2 778    | 5        | 13     | 4         |
| 2  | Aistė Pilvelytė     | Melancolia                                  | 42     | 10     | 17 447   | 10       | 20     | 2         |
| 3  | Ruslanas Kirilkinas | I Love a Boy Who's in Love with a Fairytale | 15     | 3      | 1 301    | 4        | 7      | 7         |
| 4  | Merūnas             | Rosa                                        | 23     | 5      | 4 135    | 7        | 12     | 6         |
| 5  | Ramūnas Difartas    | Blues of Life                               | 29     | 6      | 345      | 0        | 6      | 8         |
| 6  | Monika Linkytė      | Give Away                                   | 5      | 0      | 1 256    | 3        | 3      | 10        |
| 7  | InCulto             | Eastern European Funk                       | 47     | 12     | 23 767   | 12       | 24     | 1         |
| 8  | Evelina Sašenko     | For This I'll Pray                          | 41     | 8      | 3 257    | 6        | 14     | 3         |
| 9  | Sasha Song & Nora   | Say Yes to Life                             | 22     | 4      | 4 418    | 8        | 12     | 5         |
| 10 | Jūratė Miliauskaitė | Let It Rain                                 | 8      | 1      | 388      | 0        | 1      | 12        |
| 11 | Eden                | Nirvana                                     | 10     | 2      | 785      | 2        | 4      | 9         |
| 12 | Amberlife           | Material World                              | 7      | 0      | 476      | 1        | 1      | 11        |